# German Yearbook of Contemporary History
Das German Yearbook of Contemporary History (GYCH) wird jährlich vom Institut für Zeitgeschichte München–Berlin publiziert und enthält ins Englische übersetzte Aufsätze aus den jeweils letzten Jahrgängen der Vierteljahrshefte für Zeitgeschichte (VfZ) sowie eigens eingeworbene, diskursiv-kommentierend angelegte Beiträge.
Jede Ausgabe des Yearbooks ist als themenbezogener Sammelband konzipiert, in der Regel verantwortet von zwei Herausgebern, einem Redaktionsmitglied der Vierteljahreshefte für Zeitgeschichte und einem Historiker aus dem angloamerikanischen Sprachraum. Mit dem German Yearbook of Contemporary History sollen Sprachhürden, die die internationale Rezeption wichtiger deutschsprachiger Forschungsergebnisse einschränken, beseitigt und dem Dialog mit der englischsprachigen Zeitgeschichtsforschung Impulse gegeben werden.

## Band 1
Der erste Band greift unter dem Titel Holocaust and Memory in Europe (2016) ein zentrales Thema der Geschichte des 20. und 21. Jahrhunderts auf. Er wurde herausgegeben von Thomas Schlemmer, dem stellvertretenden Chefredakteur der VfZ, und Alan E. Steinweis, Professor für Holocaust-Studien an der Universität von Vermont und Mitherausgeber der VfZ.

## Band 2
Der zweite Band des GYCH, West Germany, the Global South and the Cold War (2017), thematisiert die Beziehungen der Bundesrepublik Deutschland zu Ländern des globalen Südens während des Kalten Kriegs. Der Band wurde herausgegeben von Agnes Bresselau von Bressensdorf und Elke Seefried (beide Institut für Zeitgeschichte München–Berlin) sowie Christian F. Ostermann (Woodrow Wilson International Center for Scholars, Washington).

## Band 3
Der dritte Band des GYCH, Hitler – New Research (2018), versammelt neue und klassische Beiträge aus den VfZ zu Adolf Hitler, die von angelsächsischen Experten kommentiert werden. Er wurde herausgegeben von Elizabeth Harvey (University of Nottingham) und Johannes Hürter (Institut für Zeitgeschichte München–Berlin).

## Band 4
Der vierte Band des GYCH, Germany and European Integration (2019), beleuchtet die Rolle der Bundesrepublik Deutschland im Prozess der europäischen Integration; er wurde herausgegeben von Mark Gilbert (Johns Hopkins University Bologna), Eva Oberloskamp und Thomas Raithel (beide Institut für Zeitgeschichte München–Berlin).

## Band 5
Im fünften Band des GYCH, After Nazism. Relaunching Careers in Germany and Austria (2021), geht es um die Kontinuität der nationalsozialistischen Eliten in Politik, Gesellschaft, Wirtschaft und Kultur als Problem der Geschichte Deutschlands und Österreichs nach 1945. Herausgeber sind Jürgen Zarusky, Susanna Schrafstetter und Thomas Schlemmer.

## Band 6
Im sechsten Band des GYCH, Secret Services and International Arms Trade in the Cold War Era (2022), sind Geheimdienste und internationaler Waffenhandel in der Zeit des Kalten Kriegs die zentralen Themen, herausgegeben von William Glenn Gray und Thomas Schlemmer. 

## Band 7
Der siebte Band des GYCH, Cultures of Conservatism in Western Europe since the 1960s (2023), konzentriert sich auf die Kulturen des Konservatismus in Westeuropa, insbesondere in Großbritannien. Im Mittelpunkt stehen Ideen, Kulturen und Lebensstile sowie deren Austausch zwischen Europa und den Vereinigten Staaten in den letzten Jahrzehnten des 20. Jahrhunderts, herausgegeben von Martina Steber, Tobias Becker und Anna von der Goltz.

## Band 8
Band 8 des GYCH (2024), herausgegeben von VfZ-Chefredakteur Thomas Schlemmer, Susanna Schrafstetter (University of Vermont) und VfZ-Mitherausgeber Alan E. Steinweis, ist – aus Anlass des 75. Institutsjubiläums – dem Thema History and Historiography: Zeitgeschichte and the Challenge of the German Past gewidmet. Die Bandbreite der Aufsätze reicht von einer Reflexion über Hans Rothfelsʼ legendären Aufsatz Zeitgeschichte als Aufgabe aus dem Jahr 1953 bis zum Skandal um die gefälschten Hitler-Tagebücher 1983.